# Canthylidia mesoleuca
Canthylidia mesoleuca är en fjärilsart som beskrevs av Oswald Beltram Lower 1901. Canthylidia mesoleuca ingår i släktet Canthylidia och familjen nattflyn. Inga underarter finns listade i Catalogue of Life.